# Laila Alina Reischer

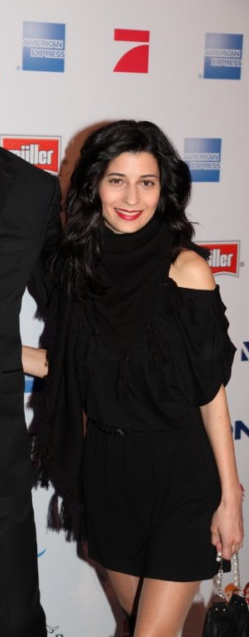
Laila Alina Reischer (2010)

Laila Alina Monterey geborene Reischer (* 15. September 1980 in Innsbruck) ist eine österreichische Filmschauspielerin, Drehbuchautorin und Regisseurin.

## Leben
Laila Reischer, die dritte Tochter der Tirolerin Barbara Berta Reischer und des Ägypters Mohamed Senoussi Ahmed, studierte Internationale Wirtschaftswissenschaften in Innsbruck und an der Aston Business School in Birmingham und erwarb einen Abschluss Magister. Sie ging für ein Semester nach Los Angeles an das „Lee Strasberg Theatre Institute“.
Danach widmete sie sich gänzlich der Schauspielerei und studierte an der Royal Academy of Dramatic Art in London Schauspiel. Sie spielte in zahlreichen TV-Filmen und Serien wie dem Tiroler Landkrimi, Tatort, SOKO Donau oder Der Bergdoktor mit und hatte auch einen Auftritt in James Bond 007 - Ein Quantum Trost, jedoch wurde diese Szene in der Endfassung aus dem Film geschnitten.
Reischer führte u. a. Regie bei der ServusTV Bergwelten Episode „Olympiafieber/Schneller, höher stärker“ und dem Historienfilm „1821“.
Im Jahr 2011 wurde sie als „Europäische Nachwuchshoffnung“ und Schauspieltalent zur Talent Actor’s Stage der Berlinale (61. Internationale Filmfestspiele in Berlin) eingeladen.

## Auszeichnungen
Sie wurde 2011 auf dem New York Film Festival als beste Nebendarstellerin für ihre Rolle in dem Mystery-Thriller 22:43 – Das Schicksal hat einen Plan ausgezeichnet und erhielt 2013 den Arthur-Haidl-Preis der Stadt Innsbruck.
2022 wurde sie bei den 30. Internationalen Wirtschaftsfilmtagen unter über 300 Wirtschaftsfilmen aus dem deutschsprachigen Raum (Deutschland, Schweiz, Luxemburg, Lichtenstein, Südtirol) mit dem Preis der „Besten Regie“ für den Historienfilm „1821“, für den Laila Reischer  auch das Drehbuch schrieb, ausgezeichnet.

## Filmografie als Schauspielerin (Auswahl)
- 2008: James Bond 007 - Ein Quantum Trost
- 2008: Gott schützt die Liebenden
- 2009: SOKO Donau (Folge: Blindspuren)
- 2009: Tatort: Baum der Erlösung
- 2010: 22:43 – Das Schicksal hat einen Plan
- 2010: Carlos – Der Schakal
- 2010: Der Bergdoktor (Folge: Gefährliche Wut)
- 2011: The Fencers (Kurzfilm)
- 2011: Tatort: Lohn der Arbeit
- 2013: Eisland (Kurzfilm; Schauspiel, Produktion)[13]
- 2020: Landkrimi – Das Mädchen aus dem Bergsee (Fernsehreihe)
- 2023: Landkrimi – Der Tote in der Schlucht (Fernsehreihe)
- 2023: Abenteuer Weihnachten – Familie kann nie groß genug sein (Fernsehfilm)
- 2024: SOKO Linz – Schmutziges Wasser (Fernsehserie)

## Filmografie als Regisseurin
2020: Bergwelten - Höher, schneller, stärker (Drehbuch und Regie)
2022: 1821 (Drehbuch und Regie)